# Lisa Harriton
Lisa Harriton (født 18. november 1980) er en engelsk sangerinde, sangskriver og pianist, der siden 22. maj 2007 har været på turné med Smashing Pumpkins, hvor hun spiller keyboard. 
Harriton har spillet klassisk klaver på Royal Schools of London, hvor blev færdiguddannet i 2004. Lige siden har hun for det meste spillet sit eget materiale rundt omkring i Los Angeles, men debuterede overraskende som den nye turnérende keyboardspiller for Smashing Pumpkins på deres Zeitgeist Tour d. 22. maj 2007 i Paris, Frankrig.